# Análisis financiero

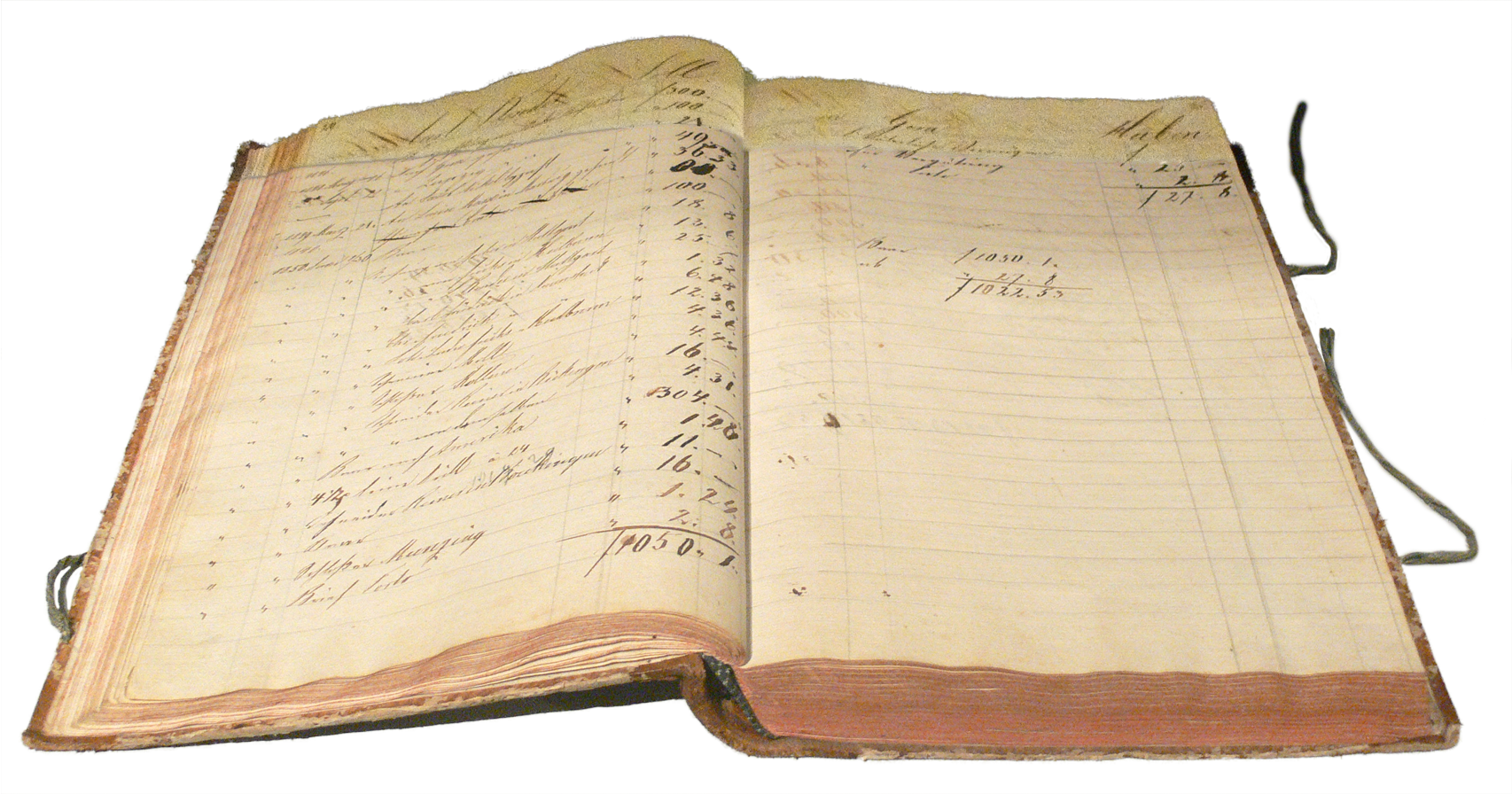
ヾ(＾-＾)ノ

El análisis financiero (también conocido como análisis de estados financieros o análisis contable o análisis de finanzas) se refiere a una evaluación de la viabilidad, estabilidad y rentabilidad de un negocio, sub-negocio o proyecto.
Lo realizan profesionales que preparan informes utilizando índices que utilizan la información obtenida de los estados financieros y otros informes. Estos informes generalmente se presentan a la alta dirección como una de sus bases para tomar decisiones de negocios. El análisis financiero puede determinar si una empresa: 
- Continuar o interrumpir su operación principal o parte de su negocio;
- Hacer o comprar ciertos materiales en la fabricación de su producto;
- Adquirir o alquilar/arrendar ciertas maquinarias y equipos en la producción de sus bienes;
- Emitir acciones o negociar un préstamo bancario para aumentar su capital de trabajo;
- Tomar decisiones con respecto a invertir o prestar capital;
- Tome otras decisiones que permitan a la gerencia realizar una selección informada sobre varias alternativas en la conducción de su negocio.

## Metas
Los analistas financieros a menudo evalúan los siguientes elementos de una empresa: 
- Rentabilidad: su capacidad para obtener ingresos y sostener el crecimiento tanto a corto como a largo plazo. El grado de rentabilidad de una empresa generalmente se basa en el estado de resultados, que informa sobre los resultados de las operaciones de la compañía;
- Solvencia: su capacidad de pagar su obligación a los acreedores y otros terceros a largo plazo;
- Liquidez: su capacidad para mantener un flujo de caja positivo, mientras cumple con las obligaciones inmediatas;

Tanto el 2 como el 3 se basan en el balance general de la compañía, que indica la condición financiera de un negocio en un momento dado.
- Estabilidad: la capacidad de la empresa para permanecer en el negocio a largo plazo, sin tener que soportar pérdidas significativas en la conducción de su negocio.  La evaluación de la estabilidad de una empresa requiere el uso tanto del estado de resultados como del balance, así como de otros indicadores financieros y no financieros. etc.

## Método
Los analistas financieros a menudo comparan los ratios financieros (de solvencia, rentabilidad, crecimiento, etc.): 
- Desempeño pasado : en períodos históricos para la misma empresa (los últimos 5 años, por ejemplo),
- Desempeño futuro : usando cifras históricas y ciertas técnicas matemáticas y estadísticas, incluidos los valores presentes y futuros, este método de extrapolación es la principal fuente de errores en el análisis financiero, ya que las estadísticas anteriores pueden ser malos predictores de las perspectivas futuras.
- Desempeño comparativo - Comparación entre empresas similares.

Estas relaciones se calculan dividiendo un (uno o varios) saldo (s) de la cuenta, tomados del balance general y/o del estado de resultados, por otro, por ejemplo   : 
Utilidad neta/patrimonio = retorno sobre el patrimonio (ROE)
Utilidad antes de intereses e impuestos / activos totales = retorno sobre activos (ROA)
Precio de la acción/ganancias por acción = relación P/E
La comparación de los ratios financieros es simplemente una forma de realizar un análisis financiero. Los ratios financieros enfrentan varios desafíos teóricos: 
- Dicen poco sobre las perspectivas de la firma en un sentido absoluto. Sus conocimientos sobre el desempeño relativo requieren un punto de referencia de otros períodos de tiempo o empresas similares.
- Una relación tiene poco significado. Como indicadores, los ratios pueden interpretarse lógicamente de al menos dos formas.  Uno puede superar parcialmente este problema al combinar varias relaciones relacionadas para obtener una imagen más completa del desempeño de la empresa.
- Los factores estacionales pueden impedir que los valores de fin de año sean representativos. Los valores de una relación pueden distorsionarse a medida que los saldos de las cuentas cambian desde el principio hasta el final de un período contable. Use valores promedio para tales cuentas siempre que sea posible.
- Los ratios financieros no son más objetivos que los métodos contables empleados. Los cambios en las políticas u opciones contables pueden producir valores de relación drásticamente diferentes.
- Análisis fundamental.[2]

Los analistas financieros también pueden usar el análisis de porcentaje, que implica reducir una serie de cifras como un porcentaje de algún monto base. Por ejemplo, un grupo de artículos se puede expresar como un porcentaje del ingreso neto. Cuando los cambios proporcionales en la misma figura en un período de tiempo determinado expresados como porcentaje se conocen como análisis horizontal. El análisis vertical o de tamaño común reduce todos los artículos en una declaración a un "tamaño común" como un porcentaje de algún valor base que ayuda en la comparabilidad con otras compañías de diferentes tamaños. Como resultado, todas las partidas del estado de resultados se dividen por ventas y todas las partidas del balance general se dividen por los activos totales.
Otro método es el análisis comparativo. Esto proporciona una mejor manera de determinar las tendencias. El análisis comparativo presenta la misma información durante dos o más periodos de tiempo y se presenta lado a lado para permitir un análisis fácil.